# Principes d'Unidroit relatifs aux contrats du commerce international
Lire en ligne

Lire sur le site d'Unidroit

Les principes d'Unidroit relatifs aux contrats du commerce international sont des principes, dégagés par l'Institut international pour l'unification du droit privé, qui ont vocation à régir les contrats du commerce international. Ils peuvent s'appliquer à de tels contrats lorsque les parties le choisissent explicitement, ou si les parties ne choisissent pas un droit national particulier qui devrait régir le contrat, ou bien alors pour servir d'indice au juge, national ou international, pour interpréter les contrats internationaux, et enfin ont vocation à inspirer les législateurs nationaux ou internationaux qui proposeraient des règles en la matière. Publiés à l'origine en 1994, ils ont été revus et modifiés en 2004, 2010, puis 2016.

## Un instrument juridique original

### L'élaboration des principes d'Unidroit
L'élaboration des principes d'Unidroit s'est déroulé dans une ambiance juridique générale tendant à une uniformisation du droit civil et du droit des contrats, notamment au niveau européen.
Dès 1971, l'élaboration de ces principes figure au programme de travail d'Unidroit, organisation intergouvernementale. L'organisation intergouvernementale crée en son sein un « comité pilote » pour mener un travail de préparation et de diagnostic de la situation juridique internationale ; ce comité pilote était composé de 3 juristes, chacun représentant un système juridique : René David représentait les systèmes de droit civil, Clive M. Schmitthoff les pays de Common law, et Tudor Popescu représentait quant à lui le système juridique socialiste. En 1980, à l'heure de la signature de la Convention des Nations unies sur les contrats de vente internationale de marchandises, cet effort a été renforcé par la création d'un groupe de travail spécial, chargé de rédiger un projet, composé de spécialistes de tous les systèmes juridiques de la planète. Finalement, la première version des principes a été publiée en 1994. Cependant, principalement afin de prendre en compte le développement du commerce électronique, ces principes ont été revus les 19-21 avril 2004 au cours de la 83e session du Conseil de direction d'Unidroit.

### La spécificité de la forme des principes
Ces principes ont été élaborés par une organisation intergouvernementale, Unidroit, qui a pour mission d'unifier le droit privé. En ce sens, il est notamment amené à proposer à ses 63 pays membres des conventions internationales, dont l'application prévaut sur le droit interne. Cependant, la durée relativement longue précédant l'entrée en vigueur de ces instruments de droit international (qui doivent être signés, ratifiés ou approuvés selon le pays et le régime juridique des traités internationaux définis par la Constitution) rendent certaines techniques d'uniformisation plus attrayantes. Anne-Marie Trahan, juge à la Cour supérieure du Québec et membre du Conseil de direction d'Unidroit, évoque également un « nationalisme législatif » qui rend impossible une véritable uniformisation réfléchie et organisée, puisque les différents juristes qui participent aux groupes de travail visant à créer des conventions internationales sur le sujet ont tendance à mettre chacun en avant les spécificités de leur droit national pour les généraliser à l'ensemble des autres systèmes juridiques.
C'est pourquoi Unidroit a eu recours à la forme des principes. En réalité, Unidroit s'inspire ici assez directement des méthodes de codifications américaines, particulièrement illustré par Uniform Commercial Code. Le Vocabulaire juridique de l'Association Henri Capitant, dirigée par le professeur Cornu, donne la définition suivante du terme « principe »

« Règle juridique établie par un texte en termes assez généraux destinés à inspirer diverses applications et s'imposant avec une autorité supérieure. »

— Gérard Cornu (dir.) et Association Henri Capitant, Vocabulaire juridique, Paris, Presses universitaires de France, coll. « Quadridge », 2005, 7e éd., 970 p. [détail des éditions] (ISBN 978-2-13-055097-6, OCLC 469313788), « Principe », p. 706
Il n'est toutefois pas acquis que ces règles aient l'ambition d'être des règles juridiques, dès lors qu'ils ne sont pas contraignants, et que cette contrainte n'est pas assurée par l'État lui-même. Ainsi, pour certains auteurs, « la nature non contraignante de ces Principes marque (...) un changement de méthode dans l'harmonisation et l'unification du droit. À la différence des conventions internationales (...) ces Principes à large portée ne valent que par leur pouvoir de persuasion ».
En effet, cet instrument particulier a pour vocation, sans avoir de force obligatoire générale pour l'ensemble des contrats du commerce international, à inspirer en premier lieu les arbitres internationaux, voire les juges étatiques.
Cependant, en vertu de la théorie de l'autonomie de la volonté, les parties peuvent également décider de considérer ces principes comme des règles objectives qui régissent le contrat. Ces principes peuvent donc avoir, si les parties le souhaitent, une véritable force obligatoire, confondue avec celle du contrat. C'est d'ailleurs principalement dans cette hypothèse que les juges nationaux vont avoir à appliquer les principes d'Unidroit.

### Le succès des principes d'Unidroit
Il résulte de ce mode opératoire, que notamment, le succès de ce nouvel instrument juridique, et de cette nouvelle méthode d'édiction de règles juridiques, ne peut ne rencontrer de réel succès que si la communauté juridique internationale et les différents acteurs économiques internationaux (qui sont des professionnels, puisque les principes d'Unidroit ne pourraient être appliqués qu'à des commerçants internationaux) y adhèrent et s'y réfèrent. Si certains le nuancent, l'ambiance des juristes semble plutôt aller vers un vif intérêt, sinon un certain enthousiasme.